# منتخب بريطانيا العظمى لهوكي الجليد
منتخب بريطانيا العظمى الوطني لهوكي الجليد هو منتخب وطني يمثل بريطانيا في منافسات هوكي الجليد الدولية، كان يعتبر من أقوى منتخبات هوكي الجليد في العالم، بدأ منافساته في سنة 1909، نافس في بطولة العالم لهوكي الجليد 52 مرة وفاز بالمركز الثاني مرتين في بطولة 1937 و 1938، نافس في بطولة أوروبا لهوكي الجليد 3 مرات وفاز ببطولة 1910، نافس في الألعاب الأولمبية الشتوية 4 مرات وفاز بالميدالية الذهبية في دورة 1936 وبالميدالية البرونزية في دورة 1924، يحتل حالياً التصنيف الثاني والعشرين على العالم.